# 森源二郎
森 源二郎（もり げんじろう 、生年不明 - 1976年8月27日）は日本の大蔵官僚。

## 来歴
麻布中学校・高等学校を卒業。高校時代は、成績は抜群で、校内でも森を知らない者はいなかったが、腕試しで、あちこちの予備校主催の模擬試験や学力コンクールなどにも参加。成績発表の際には森の名が掲げられていたため、受験をしていた同学年は森の名を覚えてしまっていたという。高校卒業後東京大学に入学。東京大学法学部在学中国家公務員上級試験（行政職）を1番で合格。その後東京大学法学部を卒業。
1969年、大蔵省に入省。国際金融局投資第一課に配属。1970年、名古屋国税局調査査察部。1971年8月、大臣官房付（外務研修）。1972年5月、外務省在ニューヨーク日本総領事館副領事。1976年6月、大臣官房付。同年7月、証券局総務課長補佐心得。同年8月27日の午前11時25分、庁舎の4階から飛び降り即死。享年29。脇には、「理由を説明できないままに、ほかにどうしていいかわからない」と走り書きのある封筒が落ちていた。